# Рандж (Техас)
Рандж (англ. Runge) — місто (англ. town) в США, в окрузі Карнс штату Техас. Населення — 892 особи (2020).

## Географія
Рандж розташований за координатами 28°53′7″ пн. ш. 97°42′46″ зх. д. / 28.88528° пн. ш. 97.71278° зх. д. (28.885296, -97.712751).  За даними Бюро перепису населення США в 2010 році місто мало площу 3,15 км², з яких 3,12 км² — суходіл та 0,02 км² — водойми.

## Демографія
Згідно з переписом 2010 року, у місті мешкала 1031 особа в 389 домогосподарствах у складі 265 родин. Густота населення становила 328 осіб/км².  Було 488 помешкань (155/км²).
Расовий склад населення:
| - 80,1 % — білих - 2,1 % — чорних або афроамериканців - 0,5 % — азіатів - 14,9 % — осіб інших рас |

До двох чи більше рас належало 2,3 %. Частка іспаномовних становила 68,5 % від усіх жителів.
За віковим діапазоном населення розподілялося таким чином: 30,4 % — особи молодші 18 років, 53,9 % — особи у віці 18—64 років, 15,7 % — особи у віці 65 років та старші. Медіана віку мешканця становила 37,1 року. На 100 осіб жіночої статі у місті припадало 96,0 чоловіків;  на 100 жінок у віці від 18 років та старших — 93,0 чоловіків також старших 18 років.
Середній дохід на одне домашнє господарство  становив 52 474 долари США (медіана — 36 016), а середній дохід на одну сім'ю — 69 728 доларів (медіана — 57 763). Медіана доходів становила 40 568 доларів для чоловіків та 22 955 доларів для жінок. За межею бідності перебувало 22,1 % осіб, у тому числі 33,0 % дітей у віці до 18 років та 34,2 % осіб у віці 65 років та старших.
Цивільне працевлаштоване населення становило 468 осіб. Основні галузі зайнятості: сільське господарство, лісництво, риболовля — 21,6 %, освіта, охорона здоров'я та соціальна допомога — 20,1 %, науковці, спеціалісти, менеджери — 9,6 %, роздрібна торгівля — 8,3 %.